# Silva Castro
José Antônio da Silva Castro, o Periquitão (Curralinho, 5 de janeiro de 1792 — Palmas de Monte Alto, 21 de outubro de 1844), foi herói da Independência da Bahia, avô do poeta Castro Alves e do general Dionísio Evangelista de Castro Cerqueira.

## Biografia
Era filho de João Antunes da Silva Castro e D. Anna da Silva Castro, nasceu na Fazenda Tapera, hoje município baiano de Castro Alves. Recebeu educação rudimentar, crescendo no meio rural da região.
Muito jovem ainda tem um romance com Ana Viegas, bela mulher filha de imigrantes espanhóis, com quem teve uma filha natural chamada Clélia Brasília - e que veio a ser a mãe do poeta Castro Alves.
Outra filha natural de Silva Castro, e objeto de muitos livros pelos maiores escritores brasileiros - dentre muitos outros - (como Afrânio Peixoto em seu Sinhazinha e Jorge Amado, no ABC de Castro Alves) foi a belíssima Pórcia, que foi raptada dando origem a uma guerra entre as famílias Castro, Pinheiro, Canguçu e Moura, nos sertões de Caetité (especialmente no Sobrado do Brejo, atualmente território da cidade de Brumado).
Para Jorge Amado, muitas das poesias de Castro Alves foram verdadeiramente inspiradas no drama da tia: Pórcia foi raptada pelo jovem Leolino Pinheiro Canguçu. A história, ricamente ilustrada e documentada, foi romanceada pelo historiador Dário Teixeira Cotrim em ("Idílio de Pórcia & Leolino", 2005).

### A prisão semeadora
Ele e seu irmão Clemente eram alferes na vila de Maragogipe, quando em 1817 eclode o movimento revolucionário em Pernambuco, com grandes repercussões na Bahia. Silva Castro é alvo de perseguição da família de seu padrasto, abrigando-se em casa de um amigo - Felisberto Gomes Caldeira. Deixando o asilo onde se escondia, vai para Ilhéus, onde acaba preso e enviado para a capital.
Na cadeia algo de positivo lhe ocorre: conhece e aprende com vários encarcerados da Revolução Pernambucana, de quem o historiador Oliveira Lima registrou que "foi instrutiva pelas correntes de opinião que no seu seio desenharam ... um movimento a um tempo demolidor e construtor..."; maçom, como muitos dos detidos, formam ali o núcleo que viria a protagonizar na revolta iniciada em 1821 e às lutas pela independência do país.

## Independência da Bahia
Durante os protestos contra o comandante português Madeira de Melo ele estabeleceu em São Félix uma fábrica para a produção de cartuchos, antecipando as lutas que viriam.
O Major Silva Castro ficou conhecido como "Periquitão", porque era o comandante do pejorativamente chamado "Batalhão dos Periquitos", no qual lutou a heroína Maria Quitéria, porque à falta de tecidos em cores branca, vermelha ou azul - usadas regularmente pelas tropas - serviram-se de fazendas verdes. A partir das lutas travadas contra os portugueses na Independência da Bahia, a alcunha o acompanhou para sempre.

## Casamento e fortuna
Após a guerra, participa ainda do combate a bandoleiros em Maracás e no combate à revolta dos índios Cariris, em Pedra Branca, recebendo por isto o apelido de "Pacificador"; entretanto, por haver participado de vários conciliábulos, é enviado para o alto sertão de Caetité onde se casa com a rica viúva Joanna São João e vem a se tornar senhor de muitas terras: o falecido esposo de D. Joanna, Manoel Trindade Moreira, era procurador da Casa da Ponte - função que o proibia adquirir fazendas além daquelas que já possuía a mulher, pelo que este acumulara suas rendas em ouro: com este o Major adquiriu muitos bens: "seu testamento foi o mais espetacular de quantos houve no sertão: 31 fazendas grandes, sesmarias, vários sítios, sobrados em São Félix, casa em Monte Alto e Caetité, objetos de ouro e prata, 6.594 cabeças de gado, quinhentas éguas e muitos cavalos, tudo avaliado em 23.800$000 (vinte e três mil e oitocentos contos de réis)."

### Homenagem no Rio de Janeiro
Silva Castro dá nome a uma rua localizada no bairro de Copacabana, na Cidade do Rio de Janeiro, no Brasil.